# Astronomy (album de Dragonland)
Pour les articles homonymes, voir Astronomy.
Albums de Dragonland
Starfall
(2004) Under the Grey Banner
(2011)
Astronomy est le quatrième album studio du groupe de power metal symphonique suédois Dragonland. L'album est sorti le 13 novembre 2006 sous le label Century Media Records.

## Musiciens
- Jonas Heidgert - chant
- Olof Mörck - guitare
- Nicklas Magnusson - guitare
- Christer Pedersen - basse
- Elias Holmlid - clavier
- Jesse Lindskog - batterie

### Musiciens de session
- Elise Ryd - chant féminin
- Jimmie Strimmell, du groupe Dead by April - chant sur les titres Antimatter et Direction: Perfection
- Marios Iliopoulos du groupe Nightrage - guitare sur le titre Cassiopeia

## Liste des morceaux
1. Supernova – 5:09
2. Cassiopeia – 4:06
3. Contact – 4:25
4. Astronomy – 3:20
5. Antimatter – 3:00
6. The Book of Shadows Part IV: The Scrolls of Geometria Divina – 4:04
7. Beethoven's Nightmare – 6:11
8. Too Late for Sorrow – 3:36
9. Direction: Perfection – 4:29
10. The Old House on the Hill Chapter I: A Death in the Family – 4:30
11. The Old House on the Hill Chapter II: The Thing in the Cellar – 3:08
12. The Old House on the Hill Chapter III: The Ring of Edward Waldon – 6:18
13. Intuition - 4:27 (reprise du groupe TNT) [Édition japonaise seulement]
14. The Last Word - 4:17 [Édition japonaise seulement]